# Ferdinand von Quast (General)

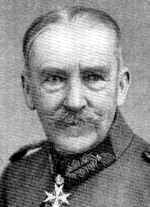
Ferdinand von Quast

Ferdinand von Quast (* 18. Oktober 1850 in Radensleben; † 27. März 1939 in Potsdam) war ein preußischer General der Infanterie und  Armeeoberbefehlshaber im Ersten Weltkrieg.

## Leben

### Familie

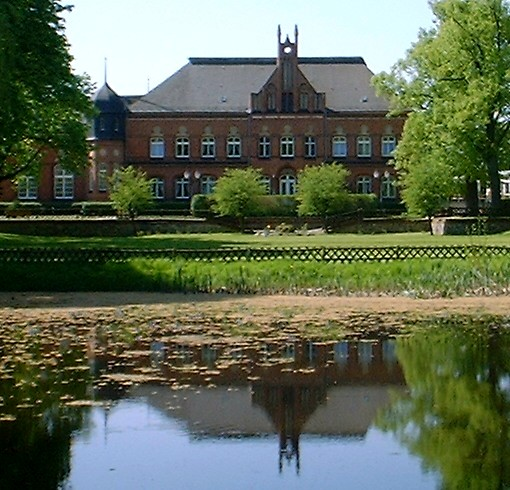
Herrenhaus in Radensleben

Ferdinand entstammte einem alten anhaltischen Adelsgeschlecht. Er war der Sohn des preußischen Staatskonservators Ferdinand von Quast und dessen Ehefrau Marie, geborene von Diest (1818–1885). Sie war die Tochter des preußischen Generalleutnants Heinrich von Diest.
Quast verheiratete sich am 21. Juni 1877 in Brunne mit Alexandrine Freiin von Paykull (1857–1930).

### Militärkarriere
Quast trat am 19. Juli 1870 in das Kaiser Franz Garde-Grenadier-Regiment Nr. 2 der Preußischen Armee ein, mit dem er am Krieg gegen Frankreich teilnahm. Er wurde am 12. Januar 1871 zum Sekondeleutnant befördert und mit dem Eisernen Kreuz II. Klasse ausgezeichnet. Am 23. September 1879 avancierte er zum Premierleutnant. 1887 wurde er zum Hauptmann befördert und zum Kompaniechef in seinem Regiment ernannt, danach (1894) Stabsoffizier (Major) und Bataillonskommandeur im 2. Garde-Regiment zu Fuß. 1901 wurde er zum Oberstleutnant befördert und trat in den Stab des Kaiser Alexander Garde-Grenadier-Regiments Nr. 1. Zum Kommandeur des Kaiser Franz Garde-Grenadier-Regiments Nr. 2 wurde er, nachdem er am 18. April 1903 zum Oberst befördert worden war. Als Generalmajor übernahm er am 21. Mai 1907 das Kommando der 39. Infanterie-Brigade in Hannover. Schon im Jahr darauf wurde er zuerst Kommandeur der 3. Garde-Infanterie-Brigade in Berlin dann der 2. Garde-Infanterie-Brigade in Potsdam. Am 27. Juli 1910 beauftragte man Quast kurzzeitig mit der Führung der 36. Division in Danzig. Nachdem er am 10. September 1910 zum Generalleutnant befördert worden war, wurde er zum Kommandeur der 6. Division in Brandenburg an der Havel ernannt. Vom 1. bis 21. März 1913 war er mit der Führung des IX. Armee-Korps in Altona beauftragt, ehe Quast anschließend vom 22. März 1913 bis 23. Januar 1917 zum Kommandierenden General ernannt wurde.

#### Erster Weltkrieg

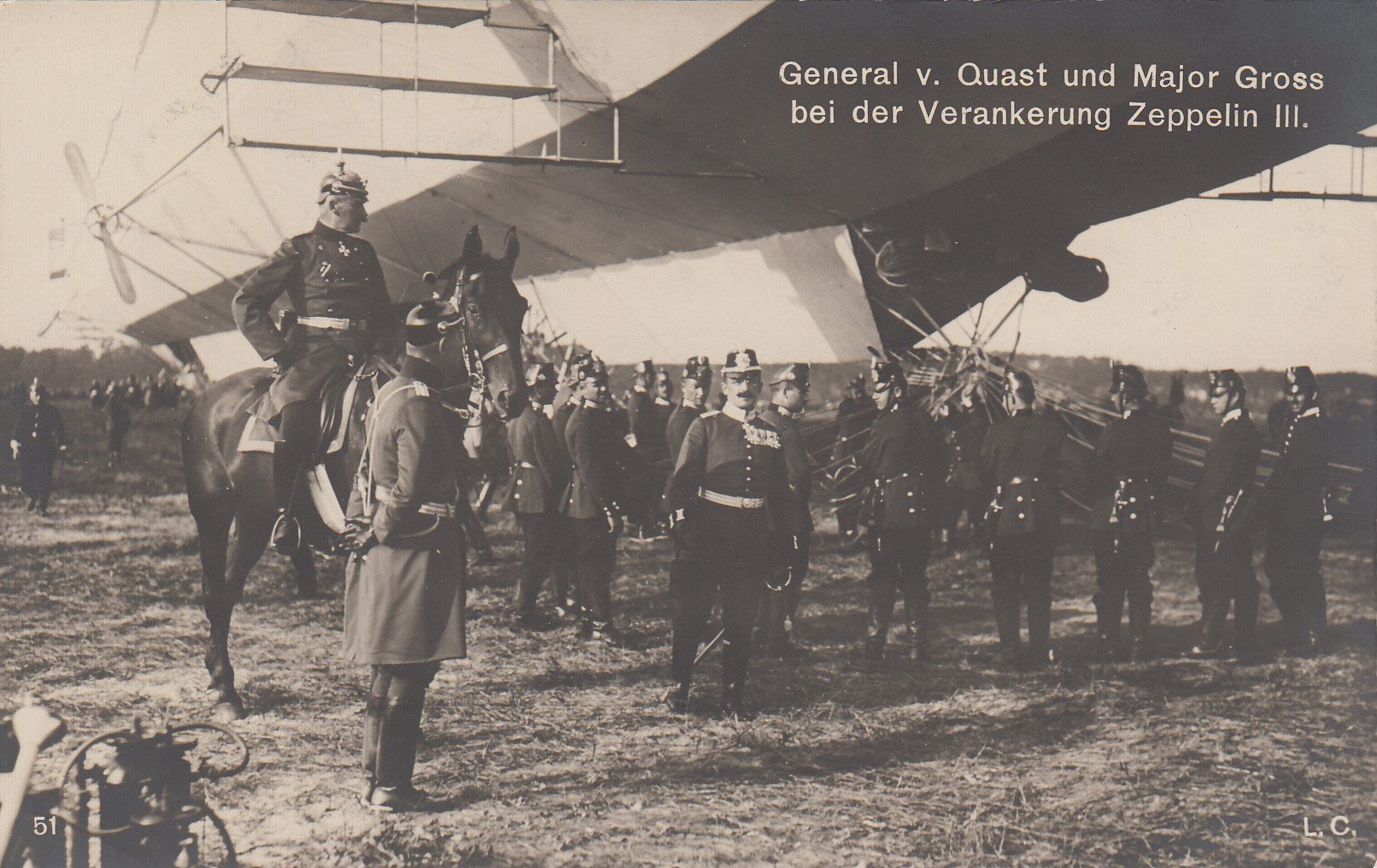
General v. Quast und Major Gross bei der Verankerung des Zeppelin III.

Nach der Schlacht bei Tirlemont im August 1914 wurde Quast zum General der Infanterie befördert. 1916 wurde er an der Somme südlich Péronne eingesetzt. Hier befehligte er eine Gruppe der 2. Armee und fiel durch die Abwehr und deren Organisation auf. In Anerkennung seiner Verdienste verlieh ihm Wilhelm II. am 11. August 1916 den Orden Pour le Mérite. Am 24. Januar 1917 wurde er zum Kommandierenden General des Gardekorps ernannt, dessen Generalkommando bei Reims stand. Am 9. September 1917 ernannte der Kaiser ihn zum Oberbefehlshaber der 6. Armee. Während der Großen Schlacht in Frankreich konnten die ihm unterstellten Truppen die Leie überschreiten und Armentières, Bailleul sowie Merville erobern. Dafür erhielt Quast am 10. April 1918 das Eichenlaub zum Orden Pour le Mérite. Für die Führungsleistung der ihm unterstellten sächsischen Truppen in dieser Schlacht belieh ihn König Friedrich August III. am 7. Mai 1918 mit dem Komturkreuz II. Klasse des Militär-St.-Heinrichs-Ordens. Im November war die Armee in der Hermannstellung.

#### Nachkriegszeit
Nach Beendigung des Krieges und der Demobilisierung des Oberkommandos legte Quast am 27. Dezember 1918 den Oberbefehl nieder und wurde zu den Offizieren von der Armee versetzt. Am 18. Januar 1919 wurde er zum Oberbefehlshaber des A.O.K. „Grenzschutz Nord“ in Königsberg, später Bartenstein ernannt. Nach Unterzeichnung des Friedensvertrags von Versailles reichte er sein Abschiedsgesuch ein, welches am 7. Juli 1919 genehmigt wurde.

## Auszeichnungen
- Roter Adlerorden II. Klasse mit dem Stern und Eichenlaub[4]
- Kronenorden I. Klasse[4]
- Rechtsritter des Johanniterordens[4]
- Großkreuz des Ordens vom Zähringer Löwen[4]
- Komtur des Ordens der Krone von Italien[4]
- Ritter des Österreichischen Leopold-Ordens[4]
- Orden der Eisernen Krone III. Klasse[4]
- Großkreuz des Franz-Joseph-Ordens[4]
- Komtur I. Klasse des Schwertordens[4]
- Mecidiye-Orden II. Klasse[4]